# ヴォルフガング・クルル

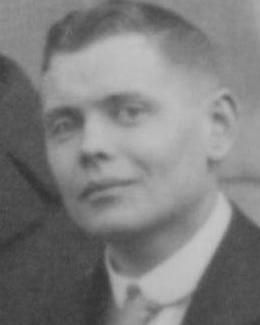
ヴォルフガング・クルル、ゲッティンゲン、1920年

ヴォルフガング・クルル(Wolfgang Krull、1899年8月26日-1971年4月12日)は、可換環論に対して基礎的な貢献を行い、現在はこの分野で中心的になっている概念を導入したドイツの数学者である。
クルルは、バーデン＝バーデンで生まれ、学校に通った。アルベルト・ルートヴィヒ大学フライブルク、ロストック大学、そして最終的にはゲオルク・アウグスト大学ゲッティンゲンに通い、ここでフェリックス・クラインの指導の下、博士号を取得した。フライブルク大学で助手、教授として働き、その後、フリードリヒ・アレクサンダー大学エアランゲン＝ニュルンベルクに移った。1939年には、ライン・フリードリヒ・ヴィルヘルム大学ボンに移り、終生ここで過ごした。
指導した35人の博士課程学生の中には、ウィルフリード・ブラウアーやユルゲン・ノイキルヒがいる。

## 著者
- Krull, Wolfgang (1935), Idealtheorie, Ergebnisse der Mathematik, Springer[1]
- Krull, Wolfgang (1999), Ribenboim, Paulo, ed. (German), Gesammelte Abhandlungen/Collected papers. Vol. 1, 2, Berlin: Walter de Gruyter & Co., ISBN 978-3-11-012771-3, MR1711477